# 民族俱乐部 (巴拉圭)
民族俱乐部（Club Nacional）是巴拉圭亚松森的一个职业足球俱乐部，成立于1904年。该队现参加巴拉圭足球甲级联赛。该队曾5次参加南美解放者杯，於2014年首次晉身決賽。

## 荣誉
- 巴拉圭足球甲级联赛
  - 冠军：1909,1911,1924,1926,1942, 1946, 2009 C, 2011 A, 2013 A
- 巴拉圭足球乙级联赛
  - 冠军：1979, 1989, 2003